# Buakea venusta
Buakea venusta ist ein Schmetterling (Nachtfalter) aus der Familie der Eulenfalter (Noctuidae).

## Merkmale
Die Falter sind klein und erreichen eine Flügelspannweite von 18 bis 22 Millimeter bei den Männchen und 19 bis 21 Millimeter bei den Weibchen. Die Fühler sind bei beiden Geschlechtern fadenförmig. Die Färbung des Körpers reicht von weißlich braun bis graubraun. Kopf und Thorax sind mit langen Haaren bedeckt. Die Männchen sind etwas dunkler gefärbt und haben auf den Vorderflügeln eine kontrastreichere Zeichnung. Auf den Vorderflügeln befindet sich auf der Basalader der Zelle ein weißer Strich. Dieser ist distal am Rand der Zelle keulenförmig. Die Adern sind mit weißlichen Schuppen bedeckt. Makel oder Binden sind nicht angelegt. Die Färbung der Vorderflügel reicht von weißlich braun bei den Weibchen bis zu graubraun bei den Männchen. Die schwärzliche Querbinde vor der Saumlinie bildet ein langes dünnes Dreieck, dessen Basis sich in der Nähe des Flügelaußenrandes befindet, während die Spitze bis zur Cubitalader Cu2 reicht. Die Hinterflügel sind bei den Weibchen weißlich und bei den Männchen grau durchmischt. Ein Ringmakel ist nicht angelegt.
Bei den Männchen ist der Uncus schmal, spatelförmig und verjüngt sich zur Spitze hin. Am Tegumen befinden sich kleine bis mittelgroße rundliche Peniculi (bürstenförmige Fortsätze). Das Vinculum hat einen gut ausgebildeten Saccus. Die Valven haben einen stark sklerotisierten Costalrand, der an der Spitze zweigeteilt ist. Dorsal reicht der Digitus über den Cucullus hinaus, während sich ventral ein kleiner, dicker, sockelartiger Bereich befindet. Der Cucullus ist ziemlich dünn und gestreckt. Die Juxta ist annähernd elliptisch und kaum sklerotisiert. Sie ist in dorsoventraler Blickrichtung von unten meist nur als eine dicke sklerotisierte Linie sichtbar. Der Aedeagus ist leicht gebogen. Die Vesica besitzt in der Nähe der Penisspitze zwei Gruppen langer, klauenförmiger Microcornuti.
Bei den Weibchen ist das Corpus bursae birnenförmig und hat etwa die 1,5-fache  Länge des Ductus bursae. Ein Signum ist nicht vorhanden. Der Ductus bursae ist am Mündungsbereich 2/3 so breit wie lang und stark gebogen. Das Ostium bursae ist nahezu eiförmig. Der Ductus bursae ist nur geringfügig sklerotisiert, hauptsächlich in der Nähe des Ostiums und in seinem breiten Abschnitt. Die Postvaginalplatten sind kaum sklerotisiert.
Die erwachsenen Raupen  erreichen eine Länge von 25 bis 30 Millimeter und sind 3,5 Millimeter dick. Der Kopf ist glatt und schwarz. Das Thorakalschild ist gelblich braun. Der Raupenkörper ist fahl lachsfarben und schimmert. Die Pinacula und die Caudalplatte sind gelblich braun.

## Verbreitung
Buakea venusta ist in Kenia beheimatet und wurde in Höhen von 636 bis 1066 Meter gefunden.

## Biologie
Die Raupen leben an der Hundszahngrasart Cynodon aethiopicus in offenen Gebieten. Die Entwicklung beginnt mit der Regenzeit.